# フェルナンド・ペイロテオ
フェルナンド・バプティスタ・デ・セイシャス・ペイロテオ・デ・ヴァスコンセロス（Fernando Baptista de Seixas Peyroteo de Vasconcelos, 1918年3月10日 - 1978年11月28日）は、アンゴラ・ウイラ州出身の元ポルトガル代表のサッカー選手、サッカー指導者。ポジションはフォワード。

## 経歴
ポルトガルの植民地時代のアンゴラで生まれ、アンゴラの首都ルアンダにあるスポルティング・ルアンダで活躍しているところを、ポルトガルのクラブチームに発掘された。
1930年代から40年代にかけて、スポルティングCPでの最初の黄金期を支え、ペイロテオを含む5人によって構成された攻撃陣は「5人のヴァイオリン弾き (Cinco Violinos)」と譬えられ、数々のタイトル獲得に貢献し、自身も得点王を6度獲得する活躍をした。スポルティングで187試合で331ゴール、サッカー史上最高の得点率を記録した。
また同時期にはポルトガル代表のエースストライカーとして君臨した。
1949-50シーズンにCFベレネンセスに移籍し、そのシーズンの後に31歳で現役を引退した。
引退後の1961年にポルトガル代表の監督に就任した。1962 FIFAワールドカップ予選2試合を指揮したが本戦出場を逃した。1978年11月28日に心臓発作のためわずか60歳で死去した。

## タイトル

### クラブ
スポルティング・クルーベ・デ・ポルトゥガル
- スーペル・リーガ : 1940-1941, 1943-1944, 1946-1947, 1947-1948, 1948-1949
- タッサ・デ・ポルトガル : 1937-1938, 1940-1941, 1944-1945, 1945-1946, 1947-1948

### 個人
- スーペル・リーガ得点王 : 1937-1938, 1939-1940, 1940-1941, 1945-1946, 1946-1947, 1948-1949[3]
- ポーラ・デ・オーロ : 1937-1938, 1939-1940, 1940-1941, 1945-1946, 1946-1947, 1948-1949